# 布勞厄山
47°03′33″N 12°41′57″E / 47.059294°N 12.699268°E
布勞厄山（德語：Blaue Köpfe），是奧地利的山峰，位於該國西部，由蒂羅爾州負責管轄，屬於格洛克納山脈的一部分，海拔高度3,061米，人類在1857年首次登頂。